# William Wyatt Bibb

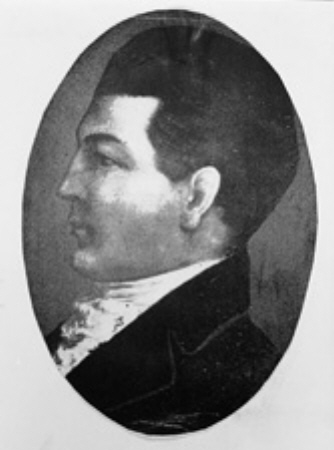
William Wyatt Bibb

William Wyatt Bibb (* 2. Oktober 1781 im Amelia County, Virginia; † 10. Juli 1820 im Elmore County, Alabama) war ein US-amerikanischer Politiker und der erste Gouverneur des Bundesstaates Alabama. Außerdem vertrat er den Staat Georgia in beiden Kammern des Kongresses.

## Frühe Jahre
Bibb zog in jungen Jahren mit seinen Eltern nach Georgia. Nach der Grundschule besuchte er das William and Mary College und die University of Pennsylvania, wo er sein Medizinstudium 1801 abschloss. Danach ging er zurück nach Georgia, eröffnete in Petersburg eine eigene Arztpraxis und heiratete Mary Freeman, mit der er dann zwei Kinder hatte.

## Politische Laufbahn
Bibb entschloss sich 1803 in die Politik zu gehen und wurde für die Demokratisch-Republikanische Partei in das Repräsentantenhaus von Georgia gewählt, wo er bis 1805 verweilte. Zu dieser Zeit wurde er für den zurückgetretenen Thomas Spalding ins Repräsentantenhaus des 9. Kongresses gewählt; mehrfach wiedergewählt blieb er bis zum 6. November 1813 im Amt. Im gleichen Jahr wurde Bibb für den zum Kriegsminister berufenen William Harris Crawford in den US-Senat gewählt und diente als Senator bis zum 9. November 1816.
Im April 1817 wurde er als erster Gouverneur des neu geschaffenen Alabama-Territoriums von Präsident James Monroe eingesetzt. Wenige Monate vor dem Beitritts Alabamas zur Union als deren 21. Bundesstaat (14. Dezember 1819) konnte sich Bibb am 21. September 1819 in der Wahl um das Amt des Gouverneurs mit 8342 zu 7140 Stimmen gegen Marmaduke Williams durchsetzen. Seine Vereidigung fand am 9. November 1819 statt. Während seiner Amtszeit war die Etablierung der neuen Staatsregierung sein vorrangiges Anliegen. Die ersten US-Senatoren von Alabama wurden gewählt, sowie der Generalstaatsanwalt (Attorney General) und der geschäftsführende Beamte (Secretary of State). Das Parlament traf sich am 25. Oktober 1819 zu seiner ersten Sitzungsperiode, die bis zum 17. Dezember des Jahres andauerte. Die staatliche Milizarmee wurde eingerichtet sowie der staatliche Supreme Court.
Bibb unterstützte nachhaltig das Bildungswesen und die innenpolitischen Neuerungen. Er beteiligte sich aktiv an den Vorbereitungen, Cahaba zum Regierungssitz zu machen. Allerdings erlebte er es nicht mehr, dass Cahaba zu neuen Hauptstadt des Landes wurde. Anfang Juli 1820 hatte er einen Reitunfall, bei dem er sich schwere innere Verletzungen zuzog, an denen er nur wenige Tage später, am 10. Juli, verstarb. Er wurde im Elmore County beigesetzt. Die Amtsgeschäfte als Gouverneur führte bis zum Ende der Legislaturperiode sein Bruder Thomas Bibb weiter, der den Vorsitz des Senats von Alabama innehatte.

## Ehrungen
Sowohl das Bibb County in Alabama als auch das Bibb County in Georgia wurden nach William Wyatt Bibb benannt.